# Фес (град)
Фес (арап. فاس, фр. Fès) је град у северном Мароку са 946.815 становника (попис 2004). По величини Фес је трећи град земље. Главни је град региона Фес-Булмане. 
Име града потиче од арапске речи за пијук, који се по легенди везује за оснивање града. 
Град „Медина Фес“ основао је оснивач династије Идризида, Идриз I 789. године, и то на месту где се данас налази четврт Андалузија.
Универзитет у Фесу, Ал Карауин, основан 859, је најстарији још увек активни универзитет на свету. 
Фесом су у прошлости владале династије: Идрисиди, Мариниди и Алавиди. Овај град важи за један од четири Краљевска града Марока. У неколико наврата Фес је био престоница Марока, последњи пут 1912. Стари град, узорни пример оријенталног урбанизма, је од 1981. на УНЕСКО листи Светске баштине. Заштитни знак Феса је интензивно плава керамика која се овде производи. 